# Wataru Inoue
Wataru Inoue (井上 渉 Inoue Wataru?), född 7 augusti 1986 i Shizuoka prefektur, är en japansk fotbollsspelare.
Inoue började sin karriär 2005 i Nagoya Grampus Eight. 2009 flyttade han till Tokushima Vortis. Efter Tokushima Vortis spelade han för Zweigen Kanazawa och Kagoshima United FC.